# Thành phố ngầm Özkonak

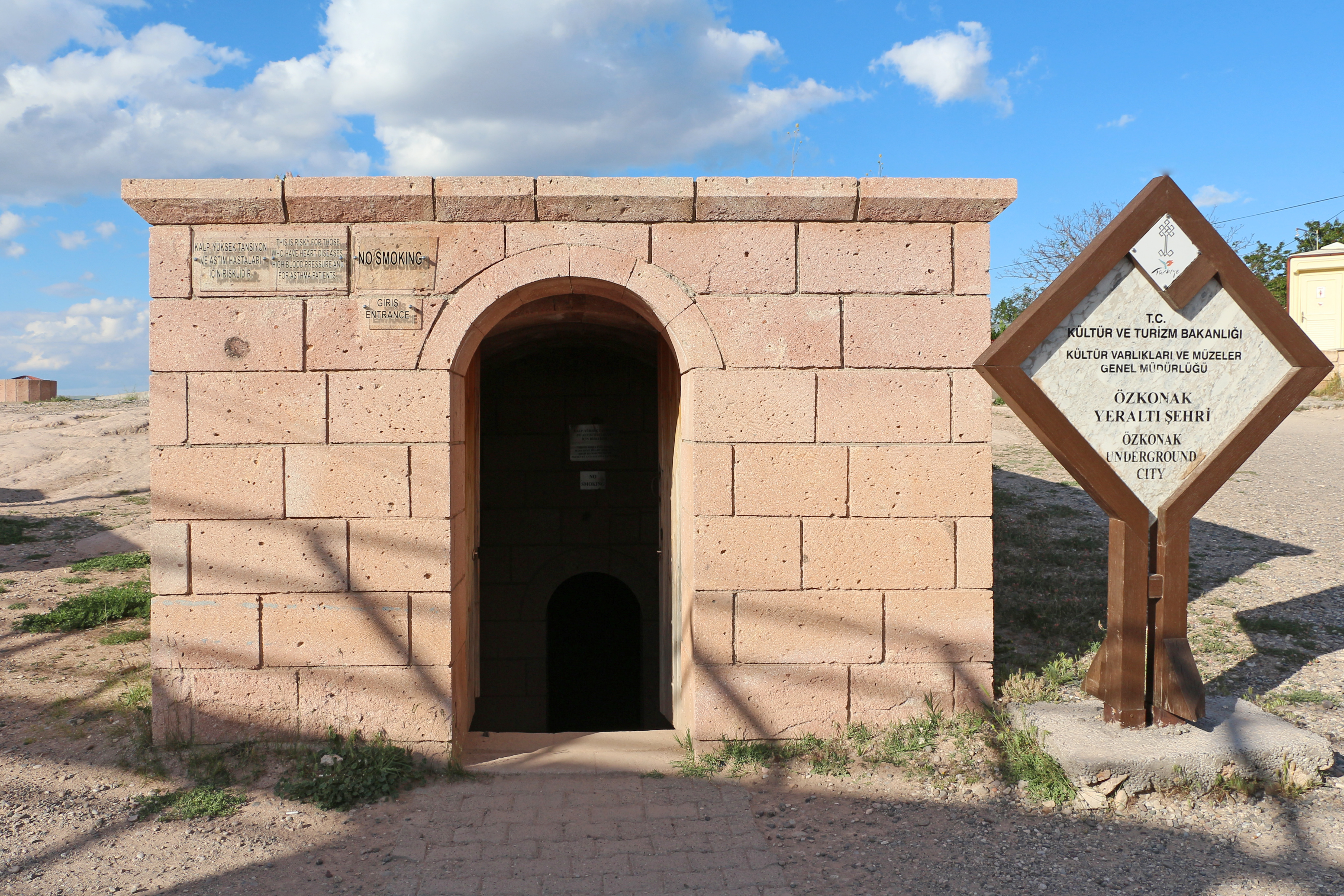
Lối vào của Thành phố ngầm Özkonak

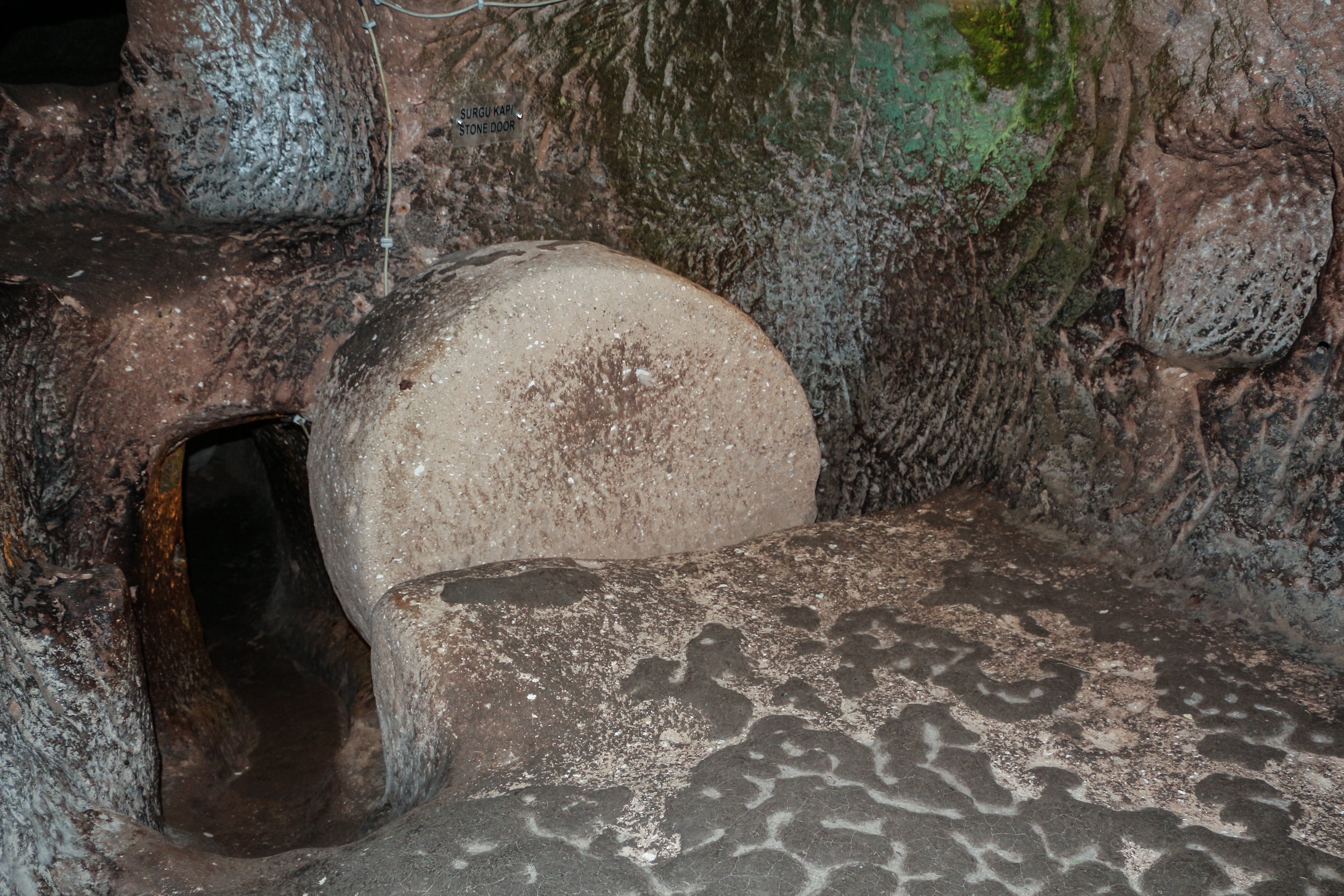
Đá dùng làm cửa trong thành phố ngầm

Özkonak là một thành phố cổ được xây dựng ở sườn phía bắc của Mt. Idis khoảng 14 km về phía đông bắc của huyện Avanos ở tỉnh Nevşehir, thuộc khu vực miền trung Tiểu Á của Thổ Nhĩ Kỳ.

## Sự miêu tả
Thành phố có nhiều tầng được tạo thành từ đá granit núi lửa. Các khu vực lớn hơn của nó được kết nối với nhau bằng các đường hầm và nó chứa một hệ thống thông tin liên lạc đường ống đạt đến từng cấp độ của nó. Tính năng này là duy nhất khi so sánh với Thành phố ngầm Kaymakli và Thành phố ngầm Derinkuyu. Mỗi phòng chạm khắc đều có hệ thống thông gió được cung cấp bởi các đường ống tiếp theo khi thành phố bị niêm phong trong các cuộc bao vây.

## Lịch sử
Thành phố có lẽ được xây dựng bởi người dân Byzantine Cappadocia, mặc dù niên đại tuổi không chắc chắn và có thể muộn hơn.
Thành phố ngầm Özkonak được phát hiện vào năm 1972 bởi một nông dân địa phương tên Latif Acar, người tò mò không biết “lượng nước thừa của vụ mùa chảy đi đâu”. Latif đã phát hiện ra một căn phòng dưới lòng đất, sau đó được khai quật, tiết lộ cả một thành phố có thể chứa 60.000 người trong vòng ba tháng. Mặc dù chỉ có bốn tầng hiện đang mở, nhưng khu phức hợp chứa tổng cộng mười tầng, đến độ sâu 40m.
Không giống như các thành phố ngầm khác trong khu vực này, có những lỗ hổng phía trên các đường hầm được sử dụng để đổ dầu nóng vào kẻ thù. Cũng giống như Kaymaklı và Derinkuyu, Özkonak có giếng nước, hệ thống thông gió, rượu nho và cửa đá có thể di chuyển.